# مارسيا رالستون
مارسيا رالستون (بالإنجليزية: Marcia Ralston)‏ هي ممثلة أسترالية، ولدت في 19 سبتمبر 1906 في سيدني في أستراليا، وتوفيت في 23 نوفمبر 1988 في رانتشو ميراج في الولايات المتحدة.

## وصلات خارجية
- مارسيا رالستون على موقع IMDb (الإنجليزية)
- مارسيا رالستون على موقع ألو سيني (الفرنسية)
- مارسيا رالستون على موقع أول موفي (الإنجليزية)
- مارسيا رالستون على موقع قاعدة بيانات الأفلام السويدية (السويدية)
- مارسيا رالستون على موقع قاعدة بيانات الفيلم (الإنجليزية)
- مارسيا رالستون على موقع كينوبويسك (الروسية)